# Adam Iwiński
Adam Iwiński (ur. 9 stycznia 1958, zm. 4 grudnia 2010 w Warszawie) – polski reżyser i aktor.

## Życiorys
Działalność kinematograficzną rozpoczął w połowie lat 80. Był asystentem reżysera i II reżyserem m.in. na planach: Jeziora Bodeńskiego, Pułkownika Kwiatkowskiego, Bohatera roku i Kroniki wypadków miłosnych. Po roku 2000 nawiązał współpracę z firmą producencką MTL Maxfilm, dla której pracował przy filmach Tylko mnie kochaj oraz Zróbmy sobie wnuka. Był również współtwórcą serialu M jak miłość, m.in. samodzielnie wyreżyserował ponad 30 odcinków tej telenoweli.
Zmarł nagle w Warszawie. 17 grudnia 2010 został pochowany na starym cmentarzu na Służewie w Warszawie.

## Filmografia
- 1984: Zabawa w chowanego – współpraca reżyserska
- 1985: Jezioro Bodeńskie – współpraca reżyserska
- 1985: Kronika wypadków miłosnych – współpraca reżyserska
- 1986: Bohater roku – współpraca reżyserska
- 1986: Nieproszony gość – współpraca reżyserska
- 1989: Janka – reżyseria (odc. 7-9), II reżyser
- 1990: Janka – II reżyser
- 1991: V.I.P. – II reżyser
- 1991: Les enfants de la guerre – asystent reżysera
- 1992: Szwadron – współpraca reżyserska
- 1993: Czterdziestolatek. 20 lat później – reżyseria (odc. 12), II reżyser
- 1993: Wow – II reżyser
- 1995: Pułkownik Kwiatkowski – II reżyser
- 1995: Sukces – obsada aktorska (odc. 1), II reżyser
- 1997: Musisz żyć – II reżyser
- 1997: Sława i chwała – II reżyser
- 1997: Szczęśliwego Nowego Jorku – II reżyser
- 1998: Gosia i Małgosia – współpraca reżyserska
- 1999: Tygrysy Europy – obsada aktorska, II reżyser
- 2000–2010: M jak miłość – reżyseria, II reżyser, obsada aktorska (odc. 65, 78, 348, 487)
- 2000: Przeprowadzki – II reżyser
- 2000: Twarze i maski – obsada aktorska (odc. 6)
- 2001: Garderoba damska – reżyseria (odc. 5)
- 2001: Gulczas, a jak myślisz... – współpraca reżyserska
- 2001: Myszka Walewska – reżyseria
- 2001: Przeprowadzki – kierowca ciężarówki
- 2003: Tygrysy Europy 2
- 2003: Zróbmy sobie wnuka – II reżyser
- 2006: Tylko mnie kochaj – II reżyser